# Club Deportivo Campos
El Club Deportivo Campos (en catalán Club Esportiu Campos) es un club de fútbol español de la localidad de Campos, en Baleares. Fue fundado en 1968 y se desempeña en la Tercera RFEF.

## Historia
El fútbol se inició en el pueblo de Campos en el año 1924. Comenzó con dos equipos, el equipo de Primera regional y el equipo infantil, que desaparecieron en 1927.
El equipo infantil estaba formado por once campaneros y un santañinero que competían con 14 y 15 años. El equipo de Primera cogió el testigo del conjunto futbolístico más antiguo de Campos.

## Uniforme
- Uniforme titular: Camiseta roja, pantalón negro, medias negras.
- Uniforme alternativo: Camiseta amarilla, pantalón negro, medias negras.

## Estadio
El campo municipal de Deportes de Campos es un complejo deportivo multiusos. Además del campo de fútbol cuenta con piscinas, una pista de atletismo y un pabellón deportivo. Sólo cuenta con un grada, la tribuna, que no dispone de asientos.